# Bende Lívia
Bende Lívia (Miskolc, 1969. március 20. – Szeged, 2009. július 30.) magyar régész, a szegedi Móra Ferenc Múzeum egykori munkatársa, a Studia Archaeologica társszerkesztője.

## Élete
A miskolci gimnáziumi évek után a szegedi József Attila Tudományegyetem történelem-régészet szakán végzett 1992-ben, majd műemlékvédelmi szakmérnöki képesítést szerzett a Budapesti Műszaki Egyetemen. Doktorátusát az ELTE-n védte meg.
Szeged lett második otthona. A Móra Ferenc Múzeumban helyezkedett el, ahol régész-főmuzeológusi állásba került. Lelkiismeretesen és nagy szorgalommal végezte munkáját, több nagy ásatást vezetett: Pitvaroson, Szeged-Belvárosban, illetve Csongrád megyében az M5-ös nyomvonalának leletmentéseiben vett részt. Rövid munkássága ellenére gazdag hagyatékot hagyott hátra.
A Móra Ferenc múzeum 1995-ben indult régészeti sorozatának társszerkesztője és számos egyéb kiadvány szerkesztője is volt.

## Válogatás műveiből
- 1997 A szegvár-oromdűlői 10–11. századi temető, MFMÉ – Studia Archaeologica 3, 201–285. (tsz. Lőrinczy G.)
- 1998 A pitvarosi késő avar kori temető 51. sírja – Adatok a késő avar kori lószerszámok díszítéséhez, MFMÉ – Studia Archaeologica 4, 195–230.
- 2000 Fülkesírok a pitvarosi avar kori temetőben – Adatok a fülkés és lószerszámos temetkezések kronológiájához. in: Bende L., Lőrinczy G., Szalontai Cs. (Szerk.): Hadak útján. Szeged, 241–279.
- 2000 Tausírozott díszű övgarnitúra a pitvarosi avar temetőből, MFMÉ – Studia Archaeologica 6, 199–217.
- 2002 Kora bronzkori temető és település a kiskundorozsmai Hosszúhát-Halmon, MFMÉ - Studia Archaeologica 8, 77–107. (tsz. Lőrinczy G.)
- 2002 Honfoglalás kori temetkezés Kiskundorozsma-Hosszúhát-halomról, MFMÉ – Studia Archaeologica 8, 351–402. (tsz. Lőrinczy G., Türk A.)
- 2003 Temetkezési szokások a székkutas-kápolnadűlői avar kori temetőben. in: B. Nagy K.: A székkutas-kápolnadűlői avar temető. Szeged, 305–330.
- 2003 Avar temető Örménykúton, MFMÉ – Studia Archaeologica 9, 189–210.
- 2003 Szkíta kori temető Algyőn, Régészeti Kutatások Magyarországon 2001, 63–78.
- 2003 Kora bronzkori temető és település a kiskundorozsmai Hosszúhát-halmon. In: Szalontai Cs. (Szerk.): Úton, útfélen. Múzeumi kutatások az M5 autópálya nyomvonalán. Szeged, 47–53. (tsz. Lőrinczy G.)
- 2003 Honfoglalás kori temetkezés Kiskundorozsma-Hosszúhát-halomról. In: Szalontai Cs. (Szerk.): Úton, útfélen. Múzeumi kutatások az M5 autópálya nyomvonalán. Szeged, 55–61. (tsz. Lőrinczy G., Türk A.)
- 2005 The ethnic picture of the Great Hungarian Plain in the 6th–9th century. Methods and possibilities. Actes du XIVeme Congres UISPP, Universite de Liege, Belgique, 2–8 septembre 2001. BAR IS 1355, 9–12. (Tsz. Lőrinczy, G., Szalontai, Cs.)
- 2005 A specific burial custom: the catacomb grave. Actes du XIVeme Congres UISPP, Universite de Liege, Belgique, 2–8 septembre 2001. BAR IS 1355, 93–95. (tsz. Lőrinczy, G.)
- 2005 Temetkezési szokások a Körös-Tisza-Maros közén az avar kor második felében. PhD értekezés, Budapest.
- 2006 Bestattungssitten in der zweiten Hälfte der Awarenzeit in der durch die Flüsse Körös, Tisza und Maros umgebenen Landschaft, Arrabona 44/1, 87–110.

## Tagságai
- 1993-tól Magyar Régészeti és Művészettörténeti Társulat
- 2005-től Magyar Régész Szövetség

## Elismerései
- 2002 Tömörkény-díj

## Emléke
- Konferencia Bende Lívia emlékére, 2010. március 19. Szeged

## Külső hivatkozások
- Ki kicsoda a magyar régészetben[halott link]
- Észak-magyarországi kulturális és műemléki hírlevél 2009 aug., VI. évf./ 8. sz.
- Fontosabb művei